# 前女友俱樂部
《前女友俱樂部》（韓語：구여친클럽 / 舊女親클럽）為韓國tvN於2015年5月8日起播出的金土連續劇，由《Golden Time》、《韓國小姐》的權錫璋導演執導，《國家的呼喚》的李珍梅執筆。講述了人氣網路漫畫作家房明秀（卞耀漢 飾）和把明秀前女友們的故事搬上銀幕的電影製作人金秀珍（宋智孝飾）之間的爆笑故事。2015年6月2日劇組表示為了提高劇集的完成度，決定把原定的16集縮短為12集。 

## 演員陣容

### 主要人物
| 演員   | 角色           | 介紹 | 粵語配音 |
| 卞耀漢 | 房明秀         | 31岁，“大家的男朋友”。认识的不认识的女人全被迷惑的爆棚魅力值“狗”一样的网漫作家。人非常好。不管对谁都很亲切温暖的博爱主义者。让人解除防备的笑眼、对陌生人也不分彼此的亲近感以及纯情的天真无邪感是他的魅力。虽然称不上能言善辩，但隐约的似乎相当聪明、知道许多事情，常常把对自己不利的话题引开。虽然在成为人气网漫作家后便脱离了志愿生时邋遢的样子，但实际上心智层还是个小朋友。财产目录第一名是钢弹模型的“少年”，却必须要面对连想象都讨厌的极度麻烦的状况。前女友们全都聚到一块了？连一个个见面都会让人头痛得想死，现在居然聚到一起了，紅顏禍水也没有这种程度的吧。花英仍旧气势腾腾、LaLa也仍然是条狐狸。智雅说是已经离婚了。还有，秀珍说她曾和我恋爱过... | 李致林   |
| 宋智孝 | 金秀珍         | 31岁，“自称前女友”。从阿谀奉承的达人到现在则是剩下“恶”的“熊”一样的电影公司PD。不只眼神九十段、连奉承都是九十九段。社会生活第十年。因为侍奉过性格与众不同的电影圈艺术人，所以已经熟练于阿谀之道了。真的不是的东西就会照实说出口，是散发着自我主张的帅气现代女性。这种人当然只有电视剧里才有。现实上要是真的这样的话在这土地上连饭都求不到。最大地弯下腰说道是的是的才是乙方（下位者）的美德。即使要操碎了心或是崩溃，只要是乙方的美德就会全去做的这女人。前女友，要把这家伙当成作家侍奉？晚上躺着躺着都要瞪眼后悔的事情。要被比起小姑夸张的明秀的前女友们折磨胁迫还不够，又要再度经历三方那躺着躺着瞪眼后悔的人生屈辱。                                    | 陸惠玲   |
| 李允智 | 張花英         | 31岁，“气势腾腾前女友”。想要的东西即使赴汤蹈火也在所不惜，犹如忌妒的“暗杀者”一般的高学历失败女。是那种会强烈的爱上之后无法轻易放弃、不管做什么都要做到最后的风格。优秀大学毕业，灵敏的脑袋以及爆发力、判断力，虽然几乎可以说是没有攻击之处，但只要扯到私事就会水平失常。让人不敢搭话的冷酷外貌、喜好分明、毫不掩饰的表情。虽然从未用过自己的逻辑想方设法去赢得什么，但是竞争者都会气势萎靡、自行退出。在遇见明秀之前一直都是单身。和明秀分开之后，遇见了如同人生中最大彩票的男人，并且决定要结婚。从明秀那获得的满心的苦痛终于要得要回报了吗？但是明秀的一條短信却又让她停下了脚步...                                                                     | 劉惠雲   |
| 張智恩 | 羅智雅         | 32岁，“清谭洞前女友”。没有人能比她更冷酷的黄金等级“猫”一樣的年上离婚女。“结束吧，怎么样”这样带着冷酷感的明秀的初恋姐姐。以国产MP3产品独占市场的中小企业家的女儿。说是聪明不如说是用父母的真诚以及金钱进入了有名的女子大学。和好玩的性格相反的婉约、秀气的外貌，一拿出毕业证书的话想当媒人的电话都能把电话给烧坏。在出嫁之前以想偷次情的名义利用剩下的时间好好地玩了场。所以就这样在7年前和明秀谈恋爱，接着因为结婚而分手。最近在离婚之后，找上她的那令人欣喜的过去恋人明秀的消息。曾对自己那么好的那个男人。和20多嵗时炎热过的青春一起传来的与明秀的再会，再次让她无比心动。                                                                              | 曾秀清   |
| 柳和榮 | 具槿玲（LaLa） | 30歲（自稱1993年生），“魔鬼身材前女友”。在比羽毛还年轻的白痴美与时而冒出的“狐狸”。间来回游走的三流性感女演员。出道时有过以一张穿着比基尼的背影照登上搜索榜第一位的荣耀瞬间。在艺术和色情之间来回的罗泰峰导演的代表作《请帮我擦吧》是她的出道作。青春脸庞的魅力。观众们对她的热烈关注以及从四面八方涌入的采访请求，只不过那已经是5年前的事了。5年以来一直都是一顆紅不太起来的明星。在演艺圈打滚5年的好处，就只有看人眼色和一点小聪明。知道了正因为选角而烦恼得不行的明秀之后，不管要怎么样诱骗都想要得到一个角色，以这样的心态扑向了他。 | 黃淑芬   |

### 明秀周邊人物
| 演員 | 角色   | 介紹 | 粵語配音 |
| 高賢 | 李真裴 | 27岁，漫画家。跟明秀用同一间工作室的漫画家。出道得比明秀早、热门作品也很多。虽然说是知名美术大学毕业，但真在旁边看的话就是个没什么出头的宅男。虽然看起来因为有大人恐惧症而在社交能力跟沟通上有点问题，但其实是真的把想说的话正经地说出来的话就能戳到心脏里头的风格。见了LaLa之后就成了她的粉丝。 | 周倚天   |

### 秀珍周邊人物
| 演員   | 角色   | 介紹 | 粵語配音 |
| 曹政治 | 崔志勳 | 32岁，考试生。秀珍的大学同学，同时也是姐夫。虽然是法学院毕业而学科不一样，但因为和秀珍参加同一个电影社团所以从入学开始就是很熟的关系。常常进出当时姐姐秀庆和秀珍两人同租的住处而和秀庆对上了眼最后结婚。虽然已经准备考试第七年了，但是真要逼他争点气好好念的话就又会变成小朋友。因为家中大小事情太多，至今仍只知道念书，一点一滴消磨秀庆的耐性。 | 黃啟昌   |
| 申東美 | 金秀慶 | 34岁，银行职员。秀珍的姐姐，代替在乡下地方生活的父母从大学时代开始就像爸妈一样的照顾秀珍。看见志勳善良的心境后便决定结婚，但是这男人真的就只有那个善良的心、别的什么都没有。一边要照料考试没期限的考试生，一边还要照料老是挑没钱事做的妹妹，这样的生活简直不能更痛苦，不懂事的秀珍跟志勋到底明不明白这种心情？真是躺着躺着都要跳起来的让人烦心。 | 朱妙蘭   |
| 姜秀珍 | 宋恩惠 | 27岁，电影公司职员。正音电影公司的职员第三年。因为是小电影公司的特性，不管是会计还是电影的事情都一手包办的职员，是机灵敏捷的当家型人物。虽然年纪比秀珍还小，但是比起秀珍更现实感。从三年前秀珍拒绝了A&C的物色并选择了正音的时候开始，恩惠便对秀珍有强大的尊敬心。所以说即使公司再怎么困难都想留在秀珍身边做事，但是......                        | 陳皓宜   |

### 其他人物
| 演員   | 角色   | 介紹 | 粵語配音 |
| 都想友 | 趙建   | 35岁，“粗暴爆发”新男人。韩国人中第一位得到日舞電影奖的电影界的妈朋儿。只要扣除掉那点烂脾气就十全十美的现职电影导演。首位以韩国人身份在圣丹斯电影节拿到奖项的有sense的有望主。不知道是因为在有钱人家长大还是因为有突出的艺术想法，比起钱会更相信自己的感觉来选择作品。也因为只要在大企业中很高的“难以照料”的恶名。虽然好不容易以“前女友俱乐部”的圈套让他点头同意坐上导演之位，但侍奉这位怪人的职责全都落到了秀珍头上。向使唤下人一样的对秀珍颐指气使，又老是踩在明秀的底线上。“长得丑的东西也挺可爱的”，这样称赞的时候让秀珍内心又被翻倒，但是在工作的时候有能用魄力把所有的东西都招集到一个房间头厮杀的魅力。可能是因为独特的取向而喜欢上了秀珍，但是...... | 麥皓豐   |
| 池昭妍 | 沈柱熙 | 與秀珍亦敵亦友的柱熙，擁有華麗外表和老練形象，在明秀和秀珍之間製造緊張感和樂趣。 | 柚子蜜   |
| 金思權 | 車英在 | 花英的未婚夫 | 梁偉德   |

### 客串出演
| 演員   | 角色   | 介紹 | 登場集數 | 粵語配音 |
| 孫鐘鶴 | 郭代表 |      | 1        | 陳永信   |
| 蔡貞安 | 白松兒 |      | 1        | 朱妙蘭   |
| 李聖旻 |        | －   | 1        |          |
| 張元英 |        | －   | 2        |          |

## 原聲帶
- Preview 01（發行日期：2015年5月15日）

| 曲序 | 曲目                 | 演唱    | 时长 |
| ---- | -------------------- | ------- | ---- |
| 1.   | 花花綠綠（OST Ver.） | Jannabi | 3:03 |
| 2.   | 花花綠綠（Inst.）    |         | 3:03 |

- Preview 02（發行日期：2015年5月22日）

| 曲序 | 曲目              | 演唱  | 时长 |
| ---- | ----------------- | ----- | ---- |
| 1.   | Timeline          | Soran | 3:35 |
| 2.   | Timeline（Inst.） |       | 3:35 |

- Preview 03（發行日期：2015年6月5日）

| 曲序 | 曲目                                                         | 演唱       | 时长 |
| ---- | ------------------------------------------------------------ | ---------- | ---- |
| 1.   | The Roses of Sharon Have Blossomed（무궁화 꽃이 피었습니다） | Lee Sul Ah | 2:55 |
| 2.   | The Roses of Sharon Have Blossomed（Inst.）                  |            | 2:55 |

- Preview 04（發行日期：2015年6月12日）

| 曲序 | 曲目                   | 演唱             | 时长 |
| ---- | ---------------------- | ---------------- | ---- |
| 1.   | Waltz For You          | Every Single Day | 4:56 |
| 2.   | Waltz For You（Inst.） |                  | 4:56 |

## 收視率
| 集數       | 播出日期   | AGB 全國收視率 | 排行     | 排行     | TNmS 全國收視率 |
| 集數       | 播出日期   | AGB 全國收視率 | 所有節目 | 戲劇節目 | TNmS 全國收視率 |
| ---------- | ---------- | -------------- | -------- | -------- | --------------- |
| 1          | 2015/05/08 | 1.162%         | 12       | 7        | 0.8%            |
| 2          | 2015/05/09 | 0.903%         | 40       | 11       | 0.9%            |
| 3          | 2015/05/15 | 0.649%         | 65       | -        | 0.8%            |
| 4          | 2015/05/16 | 0.723%         | 51       | 14       | 0.8%            |
| 5          | 2015/05/22 | 0.701%         | 48       | 19       | 1.0%            |
| 6          | 2015/05/23 | 0.881%         | 34       | 8        | 0.9%            |
| 7          | 2015/05/29 | 0.645%         | 69       | -        | 0.9%            |
| 8          | 2015/05/30 | 0.807%         | 55       | 17       | 0.9%            |
| 9          | 2015/06/05 | 0.913%         | 41       | 9        | 0.9%            |
| 10         | 2015/06/06 | 0.637%         | -        | -        | 0.5%            |
| 11         | 2015/06/12 | 0.629%         | 77       | 20       | 0.9%            |
| 12         | 2015/06/13 | 0.778%         | 76       | 14       | 0.8%            |
| 平均收視率 | 平均收視率 | 0.786%         | -        | -        | 0.84%           |

## 腳註
1. ↑  宋智孝卞耀漢連袂主演《前女友俱樂部》 （页面存档备份，存于）韓星網
2. ↑  卞耀漢、宋智孝確定合作 （页面存档备份，存于）Kpopn
3. ↑  宋智孝新剧《前女友》将缩减4集提前剧终 （页面存档备份，存于）新浪娛樂
4. ↑  .   [2015-05-09]. （原始内容存档于2017-06-18）.
5. ↑  .   [2015-06-24]. （原始内容存档于2020-04-18）.

## 外部連結
- 韓國tvN官方網站 （页面存档备份，存于）
- 香港無綫電視官方網站 （页面存档备份，存于）（繁體中文）
- 前女友俱樂部的Facebook專頁

| tvN 金土劇                                      | tvN 金土劇                                     | tvN 金土劇 |
| ----------------------------------------------- | ---------------------------------------------- | ---------- |
|                                                 | 前女友俱樂部 （2015年5月8日 - 2015年6月13日）  |            |
| Super Daddy 烈 （2015年3月13日 - 2015年5月2日） | Oh 我的鬼神君 （2015年7月3日 - 2015年8月22日） |            |

| 新加坡 星和娱家戏剧台 韓國速蜜達 星期日 21:30 - 23:45 | 新加坡 星和娱家戏剧台 韓國速蜜達 星期日 21:30 - 23:45 | 新加坡 星和娱家戏剧台 韓國速蜜達 星期日 21:30 - 23:45 |
| ----------------------------------------------------- | ----------------------------------------------------- | ----------------------------------------------------- |
|                                                       | 前女友俱樂部 （2015年5月31日 - 2015年7月5日） PG      |                                                       |
| 海雲臺戀人們 （2015年4月5日 - 2015年5月24日）         | 好日子 （2015年7月12日）                              |                                                       |

| 香港 無綫網絡電視韓劇台 星期六 13:30 - 15:55、18:30 - 21:00及23:30 - 01:45 | 香港 無綫網絡電視韓劇台 星期六 13:30 - 15:55、18:30 - 21:00及23:30 - 01:45 | 香港 無綫網絡電視韓劇台 星期六 13:30 - 15:55、18:30 - 21:00及23:30 - 01:45 |
| -------------------------------------------------------------------------- | -------------------------------------------------------------------------- | -------------------------------------------------------------------------- |
|                                                                            | 前女友俱樂部 （2016年1月2日 - 2016年2月6日）                               |                                                                            |
| 惡女一家人 （2015年10月10日 - 2015年12月26日）                             | 草根議員 （2016年2月13日 - 2016年4月16日）                                 |                                                                            |
| 香港 無綫電視J2 星期一至五 23:05 - 00:00                                   |                                                                            |                                                                            |
| 看見味道的少女 （2016年5月17日 - 2016年6月15日）                           | 前女友俱樂部 （2016年6月17日 - 2016年7月7日）                              | 我的冤鬼女友 （2016年7月8日 - 2016年8月8日）                               |